# Windwardside
Windwardside är en ort på ön Saba i Karibiska Nederländerna. Den är belägen på den sydöstra delen av ön, mot lovartsidan. Orten hade 693 invånare (2017), vilket gör Windwardside till öns största bosättning.
Strax utanför Windwardside börjar stigen uppför Mount Scenery.